# 레오니트 슬루츠키
레오니트 빅토로비치 슬루츠키(러시아어: Леони́д Ви́кторович Слу́цкий, Leonid Viktorovich Slutsky, 1971년 5월 4일 ~ )는 러시아의 전 축구 선수이자 현 축구 지도자로 현재 중국 슈퍼리그 상하이 선화의 감독을 맡고 있다.

## 대회 성적

### 클럽 (지도자)
FC 모스크바
- 러시아 프리미어리그 : 4위 (2007)
- 러시아 컵 : 준우승 (2007)

CSKA 모스크바
- 러시아 프리미어리그 : 우승 (2012-13, 2013-14, 2015-16), 준우승 (2010, 2014-15)
- 러시아 컵 : 우승 (2010-11, 2012-13), 준우승 (2015-16)
- 러시아 슈퍼컵 : 우승 (2013, 2014), 준우승 (2010, 2011, 2016)

루빈 카잔
- 러시아 프리미어리그 : 4위 (2020-21)

 상하이 선화
- 중국 슈퍼리그 : 준우승 (2024)
- 중국 FA컵 : 우승 (2024)